# Вязальная спица

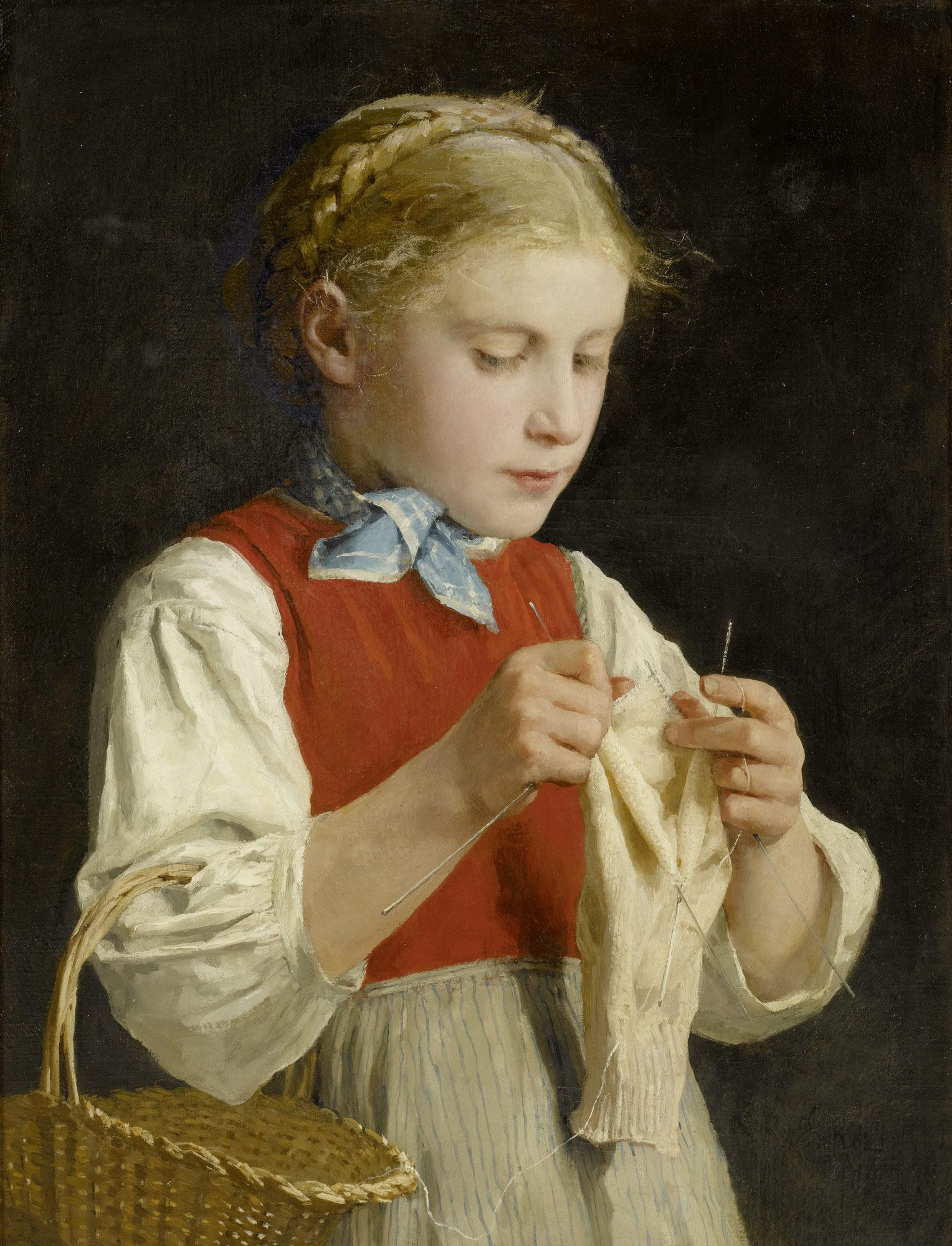
Альберт Анкер. Девушка за вязанием

Вязальная спица — инструмент для ручного вязания. Обычно длинная, с заострённым концом, однако не таким острым, как у швейной иглы. На спице держатся рабочие (незакрытые) петли вязаного полотна, это препятствует их распусканию. Заострённый конец спицы используется для формирования новых петель.

## Вывязывание петель
Новая петля создаётся правой (у левши левой) спицей путём вытягивания из свободной петли на левой (у левши правой) спице накида рабочей нити (свободной нити, идущей от мотка пряжи). Свободная петля сбрасывается, а над ней, закрепляя её, остаётся новая открытая петля. При создании некоторых узоров спица может вводиться в петли рядов вязания, расположенных ниже последнего (вытянутые петли). Новая петля может формироваться путём обычного накида на спицу рабочей нити и провязываться в следующем ряду (прибавление петель, ажурные узоры). Спицы не должны быть ни слишком острыми, чтобы не расщеплять нить и не ранить руки, ни слишком тупыми, чтобы не затруднять ввод рабочей спицы в петлю.

## Типы вязальных спиц

### Прямые одинарные
Наиболее широко распространённая форма спицы — прямая одинарная с одним заострённым концом и ограничителем на втором конце, который препятствует соскальзыванию петель. Такие спицы всегда используются в парах. Их обычная длина 25 — 40 см, но из-за эластичности вязаного полотна спицы такой длины могут использоваться для работы над деталями бо́льшей ширины.

### Прямые двусторонние (чулочные)

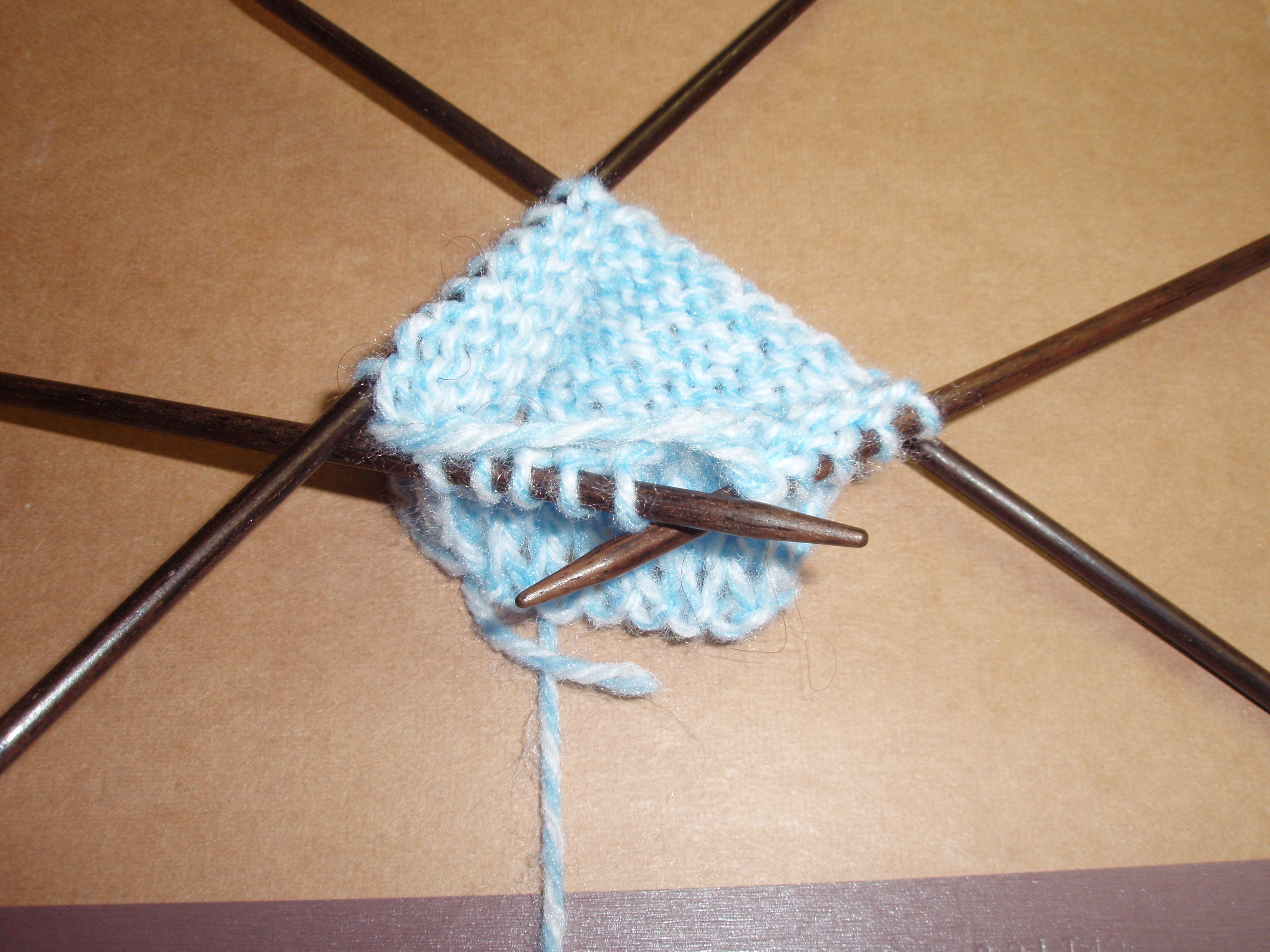
Вязание цилиндрической детали на четырёх спицах

Самый древний тип спицы — прямая спица с двумя суженными концами. Это позволяет использовать при вязании оба конца спицы. Обыкновенно продаются в наборах по четыре и пять штук, и обычно используются для круглого вязания. С появлением круговых (на гибкой связи) спиц двусторонние спицы применяются для создания деталей цилиндрической формы малого диаметра, таких как рукава и воротники. При вязании на двусторонних спицах две из них являются рабочими, на других же удерживаются открытые петли. Прямые двусторонние спицы несколько короче, чем одинарные или круговые спицы (длиной около 20 см).
Сохранилось множество изображений прямых двусторонних спиц на картинах XIV—XV веков. Как правило, это изображения Девы Марии, занимающейся рукоделием.

### Вспомогательная спица

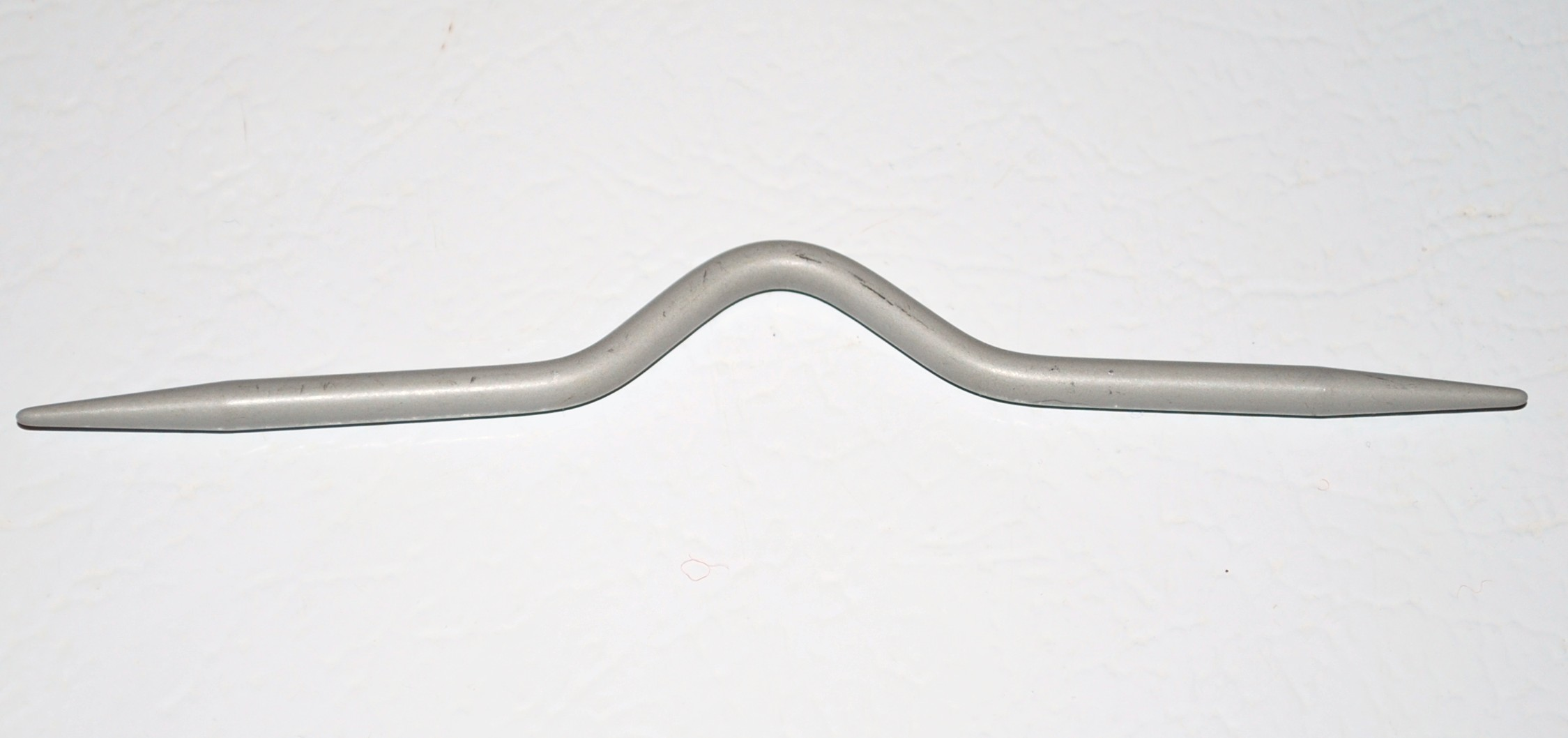
Вспомогательная спица

Обыкновенно короткая двусторонняя спица, изогнутая посередине. Применяется для смены последовательности петель в узорах из кос и жгутов, откладывания петель при вывязывании карманов. Не позволяет распуститься отложенным открытым петлям. Иногда открытые петли удобно отложить на петледержатель — большую металлическую английскую булавку.

### Круговые спицы

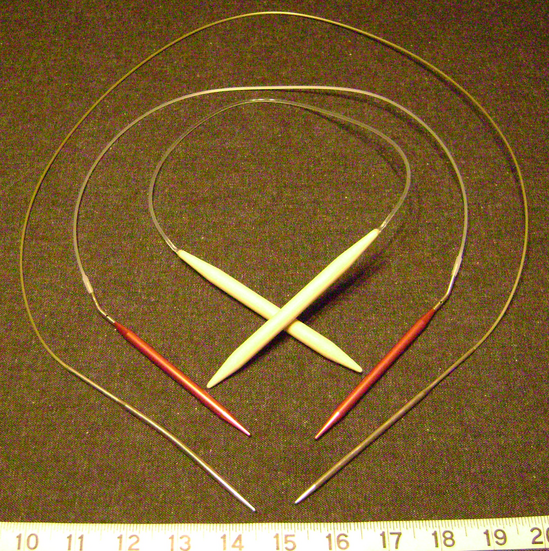
Круговые спицы

Новейший тип спиц — пара прямых одинарных спиц, соединённая гибкой связью (обыкновенно нейлоновой леской или пластиковой трубочкой). Могут применяться для вязания как прямого, так и цилиндрического бесшовного трикотажного полотна. Возможно вязание с любой стороны круговых спиц, например, в узорах из двух нитей разных цветов, где выполняются сначала 2 лицевых ряда (при этом петли после выполнения ряда передвигаются в начало), а потом — 2 изнаночных. На круговых спицах вяжут так же, как на двух одинарных прямых. Преимущество этого вида спиц перед одинарными прямыми заключается в том, что вес вязаного полотна при работе распределяется более равномерно и меньше нагружает руки вязальщика. Длина круговых спиц вместе с гибкой связью варьируется от 40 до 100 см. Существуют специальные комплекты, позволяющие менять спицы одного номера на другой или длину связи.

## Материалы

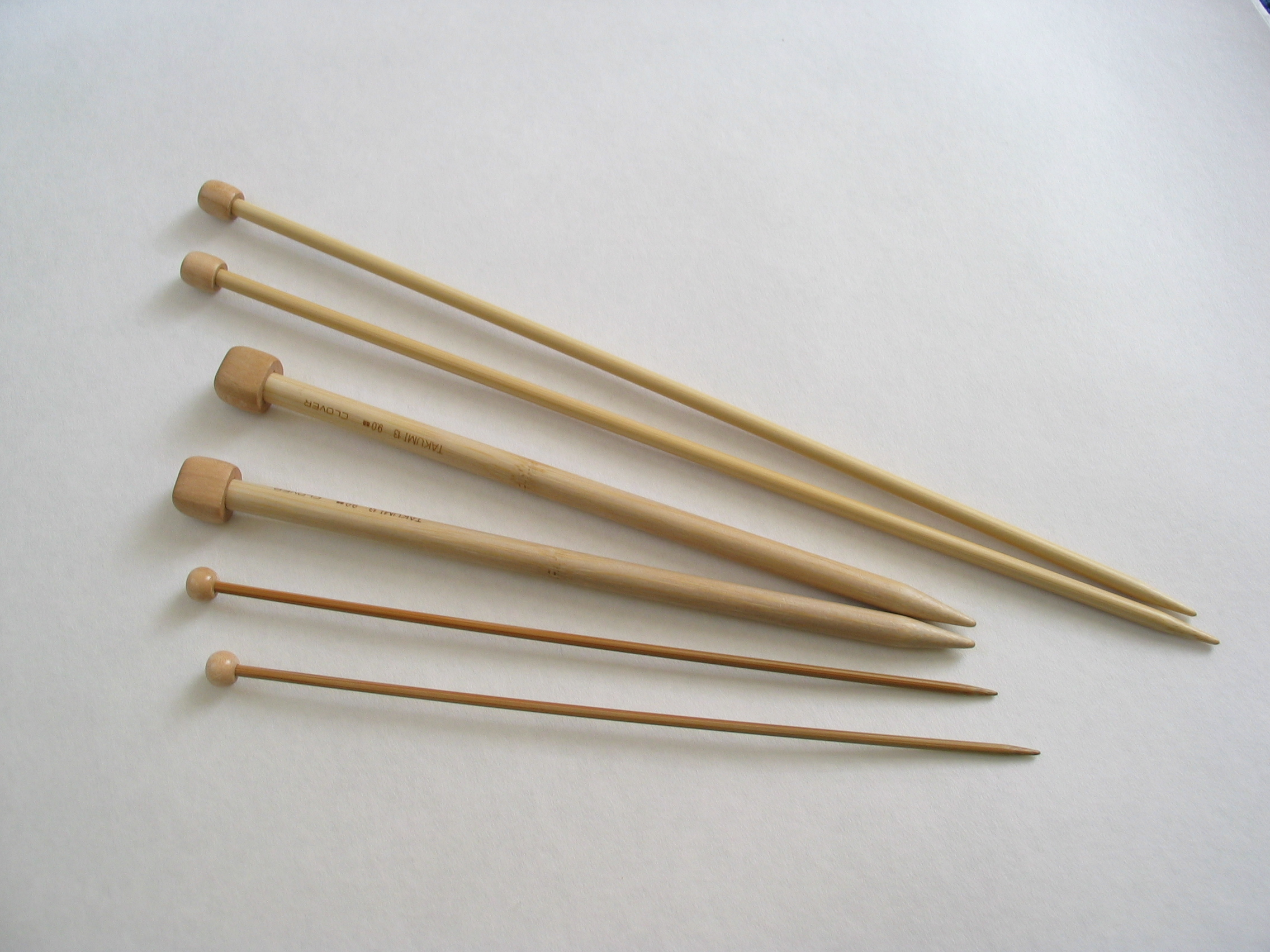
Вязальные спицы из бамбука

Старинные спицы делались не только из дерева и металла, но и из панциря черепахи, слоновой кости, моржового клыка. Эти экзотические материалы в настоящее время не используются, и спицы из них практически невозможно найти.
Современные вязальные спицы изготавливаются из бамбука, алюминия, стали, дерева, пластмассы, стекла, Углепластика. При вязании алюминиевыми спицами следует помнить, что светлая пряжа может потемнеть в процессе работы.

## Хранение
Спицы удобно хранить в длинном футляре с основанием, в котором можно закрепить заострённые концы, или тканевых и пластиковых пакетах. Круговые спицы лучше подвешивать во избежание деформации гибкой связи. Если нейлоновая леска или пластиковая трубочка, соединяющие спицы, при хранении были плотно скручены, необходимо выдержать их в течение нескольких минут в горячей воде и выпрямить.

## Размеры вязальных спиц

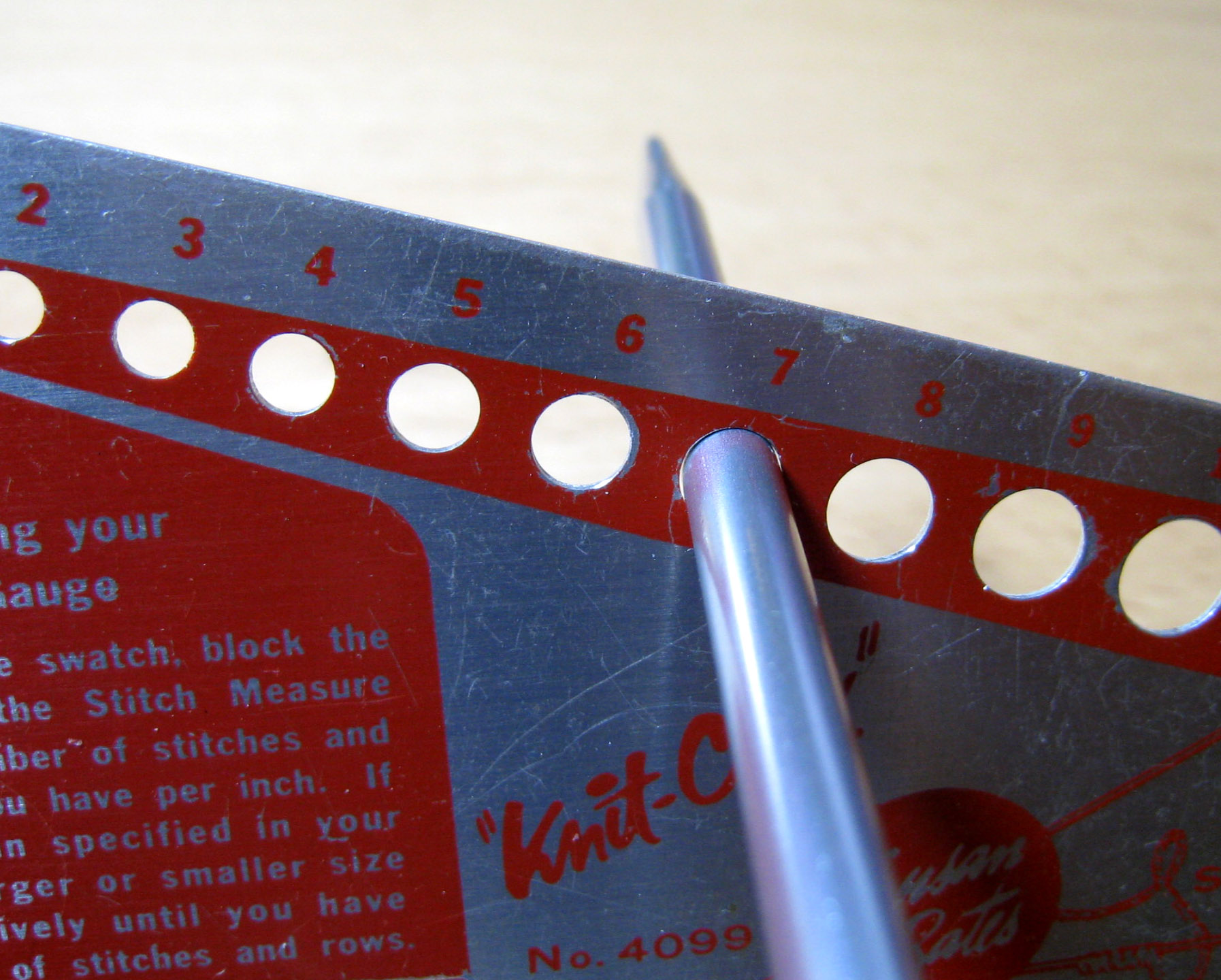
Определение размера спицы с помощью калибровочной линейки

Для обозначения размера спиц применяются номера, соответствующие её диаметру в миллиметрах (например, спица № 4 имеет диаметр 4 мм). Прямые одинарные спицы обыкновенно маркируются у ограничителя. Размер спиц без маркировки можно определить с помощью калибровочной линейки, имеющей отверстия, соответствующие принятым диаметрам спиц.
Диаметр спиц выбирается в соответствии с толщиной пряжи, обычно в соотношении 2:1. Однако, в зависимости от того, какое изделие предполагается получить, возможны вариации. При вязании тонкими спицами из толстой пряжи полотно получается более плотным, спицами же большого диаметра из тонких ниток — рыхлое, ажурное. Некоторые вязальщики при вязании чулочной глади не могут добиться равномерного полотна из-за разной плотности выполнения изнаночных и лицевых петель. Для устранения этого дефекта петли, которые получаются более слабо провязанными, рекомендуется выполнять на спицах меньшего номера.